# Teji Bachchan
Teji Suri Bachchan, född den 12 augusti 1914, död 2007, var en indisk aktivist som engagerade sig i sociala frågor. Hon var gift med den kände hindispråkige poeten Harivansh Rai Bachchan och är mor till Bollywood-skådespelaren Amitabh Bachchan. Den indiske premiärministern Indira Gandhi anförtrodde sig ofta till Teji Bachchan.

## Biografi
Teji Suri föddes den 12 augusti 1914 i Lyallpur (dagens Faisalabad i Pakistan), Punjab i det brittiska Indien. Hennes familj var sikher och tillhörde kasten khatri. Fadern Khazan Singh Suri var en känd jurist i det brittiska Indien. Strax efter Tejis födelse avled hennes mor, vilket gjorde att hon växte upp enbart med sin far och syskon.
Maken Harivansh Rai Bachchan träffade hon när hon undervisade i psykologi vid Khoob Chand Degree College i Lahore. Harivansh undervisade engelska vid tillfället. När de båda var på colleget i Lahore så ska Teji ha spelat teater, i rollen som Lady MacBeth. Harivansh arbetade med att anpassa pjäsen MacBeth till hindi och då träffades dem. Strax innan hade Harivanshs första fru, Shyamala, avlidit. Harivansh och Teji gifte sig 1941, trots deras båda familjers starka motstånd. Teji och Harivansh kom från vitt skilda bakgrunder och deras familjers ekonomiska status skiljde sig också väldigt mycket från varandra. Medan Teji kom från en sikhisk familj, så kom Harivansh från en kayastha-familj (en kast relaterad till skrivande och bokhållning) från Uttar Pradesh. Parets olika kaster var en anledning till att Harivansh valde Bachchan som efternamn till familjen, eftersom det namnet inte indikerade tillhörighet till någon särskild kast.
Efter att ha gift sig så slog paret sig ner i Allahabad, där Harivansh undervisade i engelska vid universitetet. Deras hem i Allahabad har beskrivits som en typisk Allahabad-blandning där traditioner och modernitet blandas. Paret var värd för intellektuella och litterära evenemang dit de bjöd in författare och andra från den indiska intelligentsian. Under de litterära träffarna förekom att Teji och Harivansh sjöng duetter tillsammans, ett inslag som var populärt bland gästerna. I parets bekanstskapskrets ingick Jawaharlal Nehru, och det förekom att Nehru introducerade Harivansh som "diktaren" medan Teji var "hans dikt".
Senare i livet spelade hon en mindre roll i Yash Chopras film Kabhi Kabhie från 1976. Filmen är en klassisk romantisk indisk film om två college-studenter som blir kära, men som väljer offra sin kärlek till varandra för att istället följa sina föräldrars utvalda partners.

## Familj
Tillsammans med Harivansh Rai Bachchan fick Teji två söner: Amitabh Bachchan och Ajitabh Bachchan.
Som mor beskrivs hon som disciplinerad, det var viktigt att barnen kom hem innan det blev mörkt på kvällen. Även om Teji kom från vad som har beskrivits som en "angliserad" bakgrund, så var det viktigt för henne att familjen och hennes barn tog del av den indiska kulturen.
Medan hennes man ville att barnen skulle fokusera på sina studier så uppmuntrade Teji dem att syssla med sport och kultur.
Enligt en populär, men avfärdad, konspirationsteori så skulle fadern till sonen Amitabh vara Jawaharlal Nehru, snarare än Harivansh.